# Quadraceps caspius
Quadraceps caspius är en insektsart som först beskrevs av Christoph Gottfried Andreas Giebel 1874.  Quadraceps caspius ingår i släktet Quadraceps och familjen fjäderlöss. Inga underarter finns listade i Catalogue of Life.